# Bad Nauheim
Bad Nauheim je lázeňské město v německé spolkové zemi Hesensko, v okrese Wetterau ve vládním obvodu Darmstadt. Jde o evropsky proslulé letovisko, známé především léčivým prameny, které se využívají k inhalaci a léčbě nervových a srdečních chorob. V 2015 zde žilo 31 151 obyvatel.

## Poloha města
Sousední obce jsou: Friedberg, Ober-Mörlen, Rockenberg a Wölfersheim. Bad Nauheim je vzdálený asi 35 km severně od Frankfurtu nad Mohanem.

## Historie
Nejstarší stopy osídlení pocházejí z doby kamenné, souvislým osídlením jsou doloženi Keltové, kteří zde jako první obyvatelé užívali sůl. 
První písemná zpráva o Nauheimu pochází z roku 900 a označuje novou obec Niwiheim, zaznamenanou v rejstříku daní kláštera Seligenstadt. 
Ve 14. století byly znovu objeveny solné prameny, vlastnili je Falkensteinové, kteří je od roku 1304 připojili k panství Hanau, pozdějšímu hrabství Hanau-Münzenberg. Roku 1478 přešla všechna práva kláštera Seligenstadt v Bad Nauheimu jako splátka dluhu na hraběte Filipa I. von Hanau-Münzenbergu. Od roku 1597 byl Neuheim přičleněn k nově vybudovanému Dorheimu.
V roce 1736 byly v zahradách postaveny první rohože k inhalaci solné vody, zdejší solnice patřila k nejmodernějším a největším zařízením na výrobu soli v Evropě. První solné lázně byly otevřeny v roce 183, v roce 1854 bylo zřízeno kasino na financování stavby lázeňského domu a lázeňského parku, který byl poté vytyčen v roce 1857. Od té doby se Nauheim do svého názvu vložil označení "Bad" (lázně). Na počátku 20. století se uskutečnil urbanistický koncept lázní, přibyla secesní lázeňská zařízení pro horké prameny a pitné lázně). Výroba soli byla zastavena v roce 1959 z cenových důvodů. Zbývající věže rozprašující solnou vodu se dosud využívají pro inhalaci, solná voda slouží také ke koupelím.

## Památky
Centrum lázní tvoří Sprudelhof, je to komplex tří lázeňských domů čp. 2, 3, 4 s vřídlem, dvorem a kašnou, postavený ve stylu pozdní secese a art deco, obklopený parkem.  

## Galerie

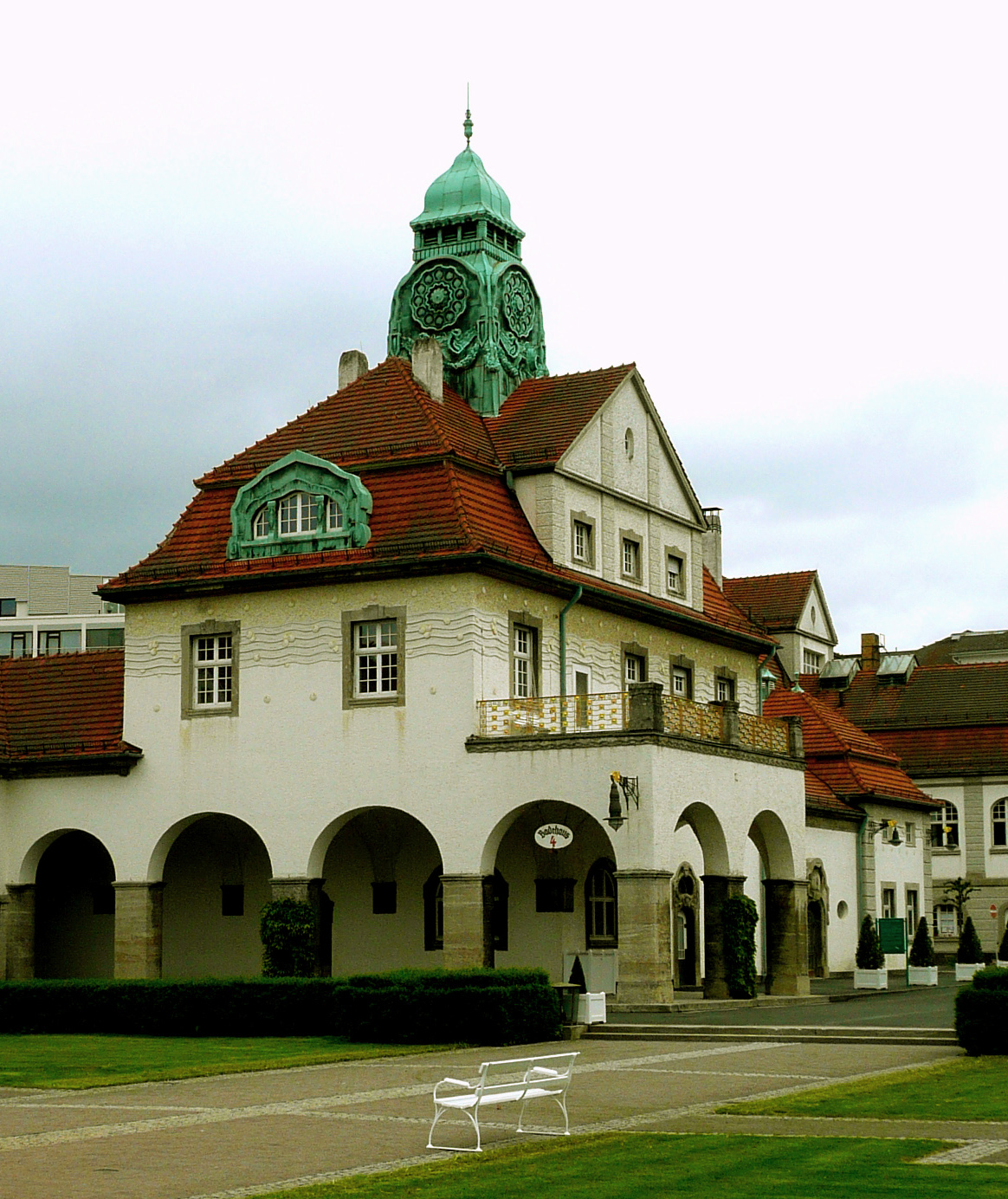
Sprudelhof č. 4, secesní lázeňský dům
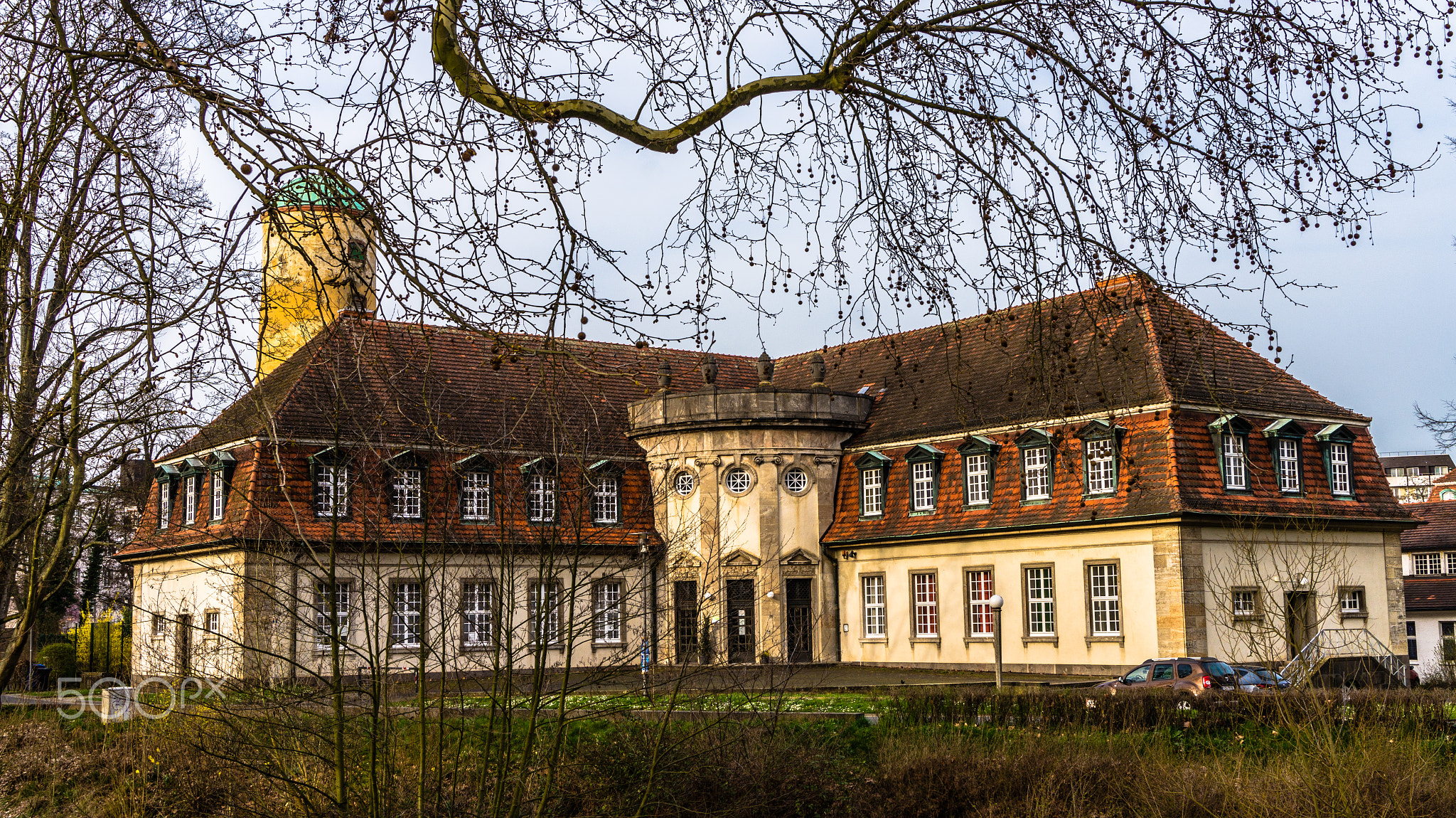
Sprudelhof čp. 2, 3, 4 – sanatorium s lázeňskými domy, dvorem, vřídlem a kašnou
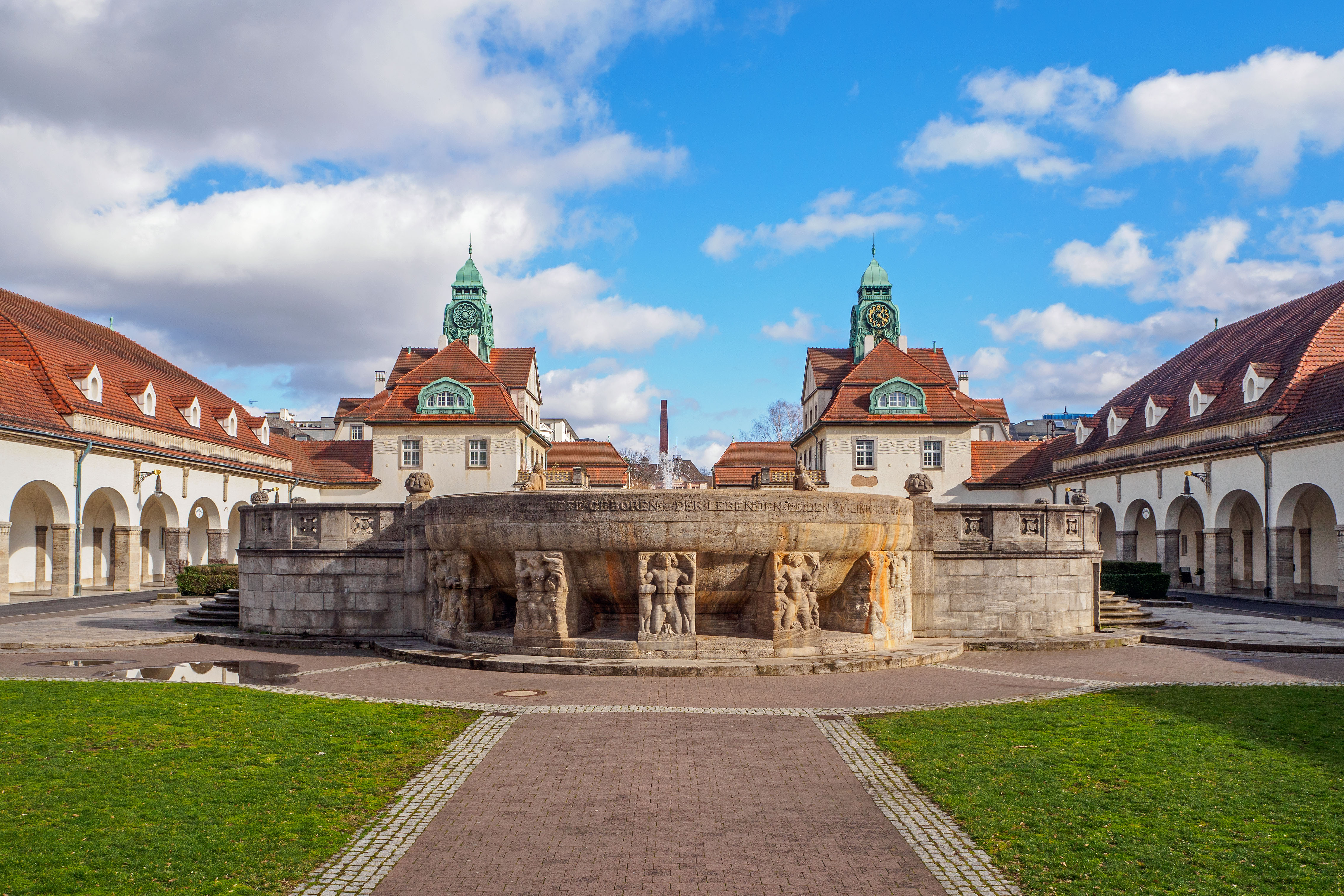
Kašny

## Politika

### Starostové města
- 1856–1868: Alexander Riess
- 1902–1927: Gustav Kayser (první starosta města)
- 1927–1935: Karl Ahl
- 1935–1937: Heinrich Götz (NSDAP)
- 1937–1945: Wilhelm Hahn (NSDAP)
- 1945–1948: Adolf Bräutigam (SPD)
- 1948–1954: Krafft-Helmut Voss (bezpartijní)[3]
- 1954–1960: Fritz Geißler (FDP)
- 1960–1981: Herbert Schäfer (SPD)
- 1981–1993: Bernd Rohde (CDU)
- 1993–1999: Peter Keller (SPD)
- 2000–2005: Bernd Rohde (CDU)
- 2005–2011: Bernd Witzel (UWG)
- od 1. září 2011: Armin Häuser (CDU)

## Partnerská města
Bad Nauheim podepsal smlouvy o spolupráci s těmito městy:
- Oostkamp, Belgie
- Bad Langensalza, Německo
- Chaumont, Francie
- Buxton, Anglie
- Manitowoc, USA